# Liste des députés fédéraux canadiens - P
Cet article contient la liste des députés actuels et anciens à la Chambre des communes du Canada dont le nom commence par la lettre P.
En plus du prénom et du nom du député, la liste contient :
- le parti que le député représentait lors de son élection ;
- le comté et la province où il fut élu.

## Pac - Pare
- Lucien Turcotte Pacaud, libéral, Mégantic, Québec
- Massimo Pacetti, libéral, Saint-Léonard—Saint-Michel, Québec
- Rey D. Pagtakhan, libéral, Winnipeg-Nord, Manitoba
- Henry Nicholas Paint, conservateur, Richmond, Nouvelle-Écosse
- John Cameron Pallett, progressiste-conservateur, Peel, Ontario
- Brian Pallister, Alliance canadienne, Portage—Lisgar, Manitoba
- Acalus Lockwood Palmer, libéral, Cité et Comté de Saint-Jean, Nouveau-Brunswick
- Jim Pankiw, réformiste, Saskatoon—Humboldt, Saskatchewan
- Louis-Joseph Papineau, libéral, Beauharnois, Québec
- Steve Eugene Paproski, progressiste-conservateur, Edmonton-Centre, Alberta
- Anselme Homère Pâquet, libéral, Berthier, Québec
- Eugène Paquet, conservateur, L'Islet, Québec
- Pierre Paquette, Bloc québécois, Joliette, Québec
- Christian Paradis, Bloc québécois, Mégantic—L'Érable, Québec
- Denis Paradis, libéral, Brome—Missisquoi, Québec
- François-Xavier Paradis, conservateur, Napierville, Québec
- Frederick Forsyth Pardee, libéral, Lambton-Ouest, Ontario
- Philippe Paré, Bloc québécois, Louis-Hébert, Québec
- Charles Eugène Parent, libéral, Québec-Ouest-et-Sud, Québec
- Georges Parent, libéral, Montmorency, Québec
- Gilbert Parent, libéral, St. Catharines, Ontario
- Louis-Étienne Parent, libéral, Terrebonne, Québec

## Pari - Pay
- Joseph Aimé Roger Parizeau, progressiste-conservateur, Lac-Saint-Jean, Québec
- Rob Parker, progressiste-conservateur, Eglinton, Ontario
- Sidney James Parker, Nouveau Parti démocratique, Kootenay-Est—Revelstoke, Ontario
- Thomas Sutherland Parker, libéral, Wellington-Centre, Ontario
- Charles Henry Parmelee, libéral, Shefford, Québec
- Carolyn Parrish, libéral, Mississauga-Ouest, Ontario
- John Edmund Parry, Nouveau Parti démocratique, Kenora—Rainy River, Ontario
- James Ernest Pascoe, progressiste-conservateur, Moose Jaw—Lake Centre, Saskatchewan
- Esioff-Léon Patenaude, conservateur, Hochelaga, Québec
- William Paterson, libéral, Brant-Sud, Ontario
- Bernard Patry, libéral, Pierrefonds—Dollard, Québec
- Alexander Bell Patterson, Crédit social, Fraser Valley, Colombie-Britannique
- James Colebrooke Patterson, conservateur, Essex, Ontario
- James Edward Jack Patterson, libéral, Victoria—Carleton, Nouveau-Brunswick
- William Albert Patterson, conservateur, Colchester, Nouvelle-Écosse
- Rémi Paul, progressiste-conservateur, Berthier—Maskinongé—de Lanaudière, Québec
- William James Paul, conservateur, Lennox et Addington, Ontario
- Jean Payne, libéral, St. John's-Ouest, Terre-Neuve-et-Labrador
- William Hector Payne, progressiste-conservateur, Coast—Capilano, Colombie-Britannique

## Pea - Pen
- George Randolph Pearkes, progressiste-conservateur, Nanaimo, Colombie-Britannique
- Albert John Pearshall, libéral, Coast Chilcotin, Colombie-Britannique
- Frederick M. Pearson, libéral, Colchester, Nouvelle-Écosse
- Glen Pearson, libéral, London-Centre-Nord, Ontario
- Lester B. Pearson, libéral, Algoma-Est, Ontario
- Cyrus Wesley Peck, unioniste, Skeena, Colombie-Britannique
- Edward Armour Peck, conservateur, Peterborough-Ouest, Ontario
- Ambrose Hubert Peddle, progressiste-conseravteur, Grand Falls—White Bay—Labrador, Terre-Neuve-et-Labrador
- Isaac Ellis Pedlow, libéral, Renfrew-Sud, Ontario
- Charles Alphonse Pantaléon Pelletier, libéral, Kamouraska, Québec
- François Jean Pelletier, libéral, Matane, Québec
- Gérard Pelletier, libéral, Hochelaga, Québec
- Irénée Pelletier, libéral, Sherbrooke, Québec
- Louis Conrad Pelletier, conservateur, La Prairie, Québec
- Louis-Philippe Pelletier, conservateur, Québec (Comté de), Québec
- René-Antoine Pelletier, Crédit social, Peace River, Alberta
- Gaston Péloquin, Bloc québécois, Brome—Missisquoi, Québec
- Lawrence T. Pennell, libéral, Brant—Haldimand, Ontario
- B. Keith Penner, libéral Thunder Bay, Ontario
- Robert Pennock, progressiste-conservateur, Etobicoke-Nord, Ontario
- Edward Goff Penny, libéral, Saint-Laurent, Québec
- Charles Frederick Penson, réformiste, Peace River, Alberta

## Pep - Pet
- Jean-Luc Pepin, libéral, Drummond—Arthabaska, Québec
- Lucie Pépin, libéral, Outremont, Québec
- Janko Peric, libéral, Cambridge, Ontario
- Ernest Edward Perley, libéral, Qu'Appelle, Saskatchewan
- George Halsey Perley, conservateur, Argenteuil, Québec
- William Dell Perley, conservateur, Assiniboia-Est, Territoires du Nord-Ouest
- William Goodhue Perley, conservateur, Ottawa (Cité d'), Ontario
- Fizalam-William Perras, libéral, Wright, Québec
- Joseph Stanislas Perreault, conservateur, Charlevoix, Québec
- Raymond Joseph Perrault, libéral, Burnaby—Seymour, Colombie-Britannique
- Gérard Perron, Crédit social, Beauce, Québec
- Gilles A. Perron, Bloc québécois, Saint-Eustache—Sainte-Thérèse, Québec
- Robert Perron, progressiste-conservateur, Dorchester, Québec
- Charles Perry, conservateur, Peterborough-Ouest, Ontario
- Stanislaus Francis Perry, libéral, Prince (Comté de), Île-du-Prince-Édouard
- Joe Peschisolido, Alliance canadienne, Richmond, Colombie-Britannique
- Douglas Dennison Peters, libéral, Scarborough-Est, Ontario
- William Arnold Peters, CCF, Timiskaming, Ontario
- Jim Peterson, libéral, Willowdale, Ontario
- Peter James Peterson, progressiste-conservateur, Hamilton-Ouest, Ontario
- Daniel Petit, conservateur, Charlesbourg—Haute-Saint-Charles, Québec
- Nathaniel Pettes, libéral, Brome, Québec
- William Varney Pettet, Patrons of Industry, Prince Edward, Ontario
- Pierre Pettigrew, libéral, Papineau—Saint-Michel, Québec
- George Hamilton Pettit, conservateur, Welland, Ontario

## Phi - Pit
- Frank A. Philbrook, libéral, Halton, Ontario
- Arthur Phillips, libéral, Vancouver-Centre, Colombie-Britannique
- Orville Howard Phillips, progressiste-conservateur, Prince, Île-du-Prince-Édouard
- Elmore Philpott, libéral, Vancouver-Sud, Colombie-Britannique
- Elizabeth Phinney, libéral, Hamilton Mountain, Ontario
- Louis-Philippe Picard, libéral, Bellechasse, Québec
- Pauline Picard, Bloc québécois, Drummond, Québec
- Camille Piché, libéral, Sainte-Marie, Québec
- Jerry Pickard, libéral, Essex—Kent, Ontario
- John Pickard, libéral indépendant, York, Nouveau-Brunswick
- Follin Horace Pickel, conservateur, Brome—Missisquoi, Québec
- John Whitney Pickersgill, libéral, Bonavista—Twillingate, Terre-Neuve-et-Labrador
- Samuel Walter Willet Pickup, libéral, Annapolis, Nouvelle-Écosse
- Allan Ernest Pietz, progressiste-conservateur, Welland, Ontario
- Louis-Joseph Pigeon, progressiste-conservateur, Joliette—L'Assomption—Montcalm, Québec
- Jean Elizabeth Pigott, progressiste-conservateur, Ottawa—Carleton, Ontario
- Gary Orazio Vincenzo Pillitteri, libéral, Niagara Falls, Ontario
- J.-E. Bernard Pilon, libéral, Chambly—Rouville, Québec
- Joseph Albert Pinard, libéral, Ottawa-Est, Ontario
- Roch Pinard, libéral, Chambly—Rouville, Québec
- Yvon Pinard, libéral, Drummond, Québec
- Alfred Pinsonneault, conservateur, Laprairie, Québec
- Walter Pitman, Nouveau Parti, Peterborough, Ontario

## Pl - Pot
- Louis Plamondon, progressiste-conservateur, Richelieu, Québec
- John Milton Platt, libéral, Prince Edward, Ontario
- Samuel Platt, indépendant, Toronto-Est, Ontario
- Hugh John Plaxton, libéral, Trinity, Ontario
- André Plourde, progressiste-conservateur, Kamouraska—Rivière-du-Loup, Québec
- Lucien Plourde, Crédit social, Québec-Ouest, Québec
- Josiah Burr Plumb, conservateur, Niagara, Ontario
- D'Arcy Britton Plunkett, conservateur, Victoria, Colombie-Britannique
- Pierre Poilievre, conservateur, Nepean—Carleton, Ontario
- J.-Alphée Poirier, libéral, Bonaventure, Québec
- Denise Poirier-Rivard, Bloc québécois, Châteauguay—Saint-Constant, Québec
- Roger Pomerleau, Bloc québécois, Anjou—Rivière-des-Prairies, Québec
- William Albert Pommer, libéral, Lisgar, Manitoba
- Eric Joseph Poole, Crédit social, Red Deer, Manitoba
- James Colledge Pope, conservateur, Prince (Comté de), Île-du-Prince-Édouard
- John Henry Pope, libéral-conservateur, Compton, Québec
- Rufus Henry Pope, conservateur, Compton, Québec
- Arthur Portelance, libéral, Gamelin, Québec
- Victor Clarence Porteous, conservateur, Grey-Nord, Ontario
- Edward Guss Porter, conservateur, Hastings-Ouest, Ontario
- Robert Porter, libéral-conservateur, Huron-Ouest, Ontario
- Robert Harold Porter, progressiste-conservateur, Medicine Hat, Alberta
- Vincent-Joseph Pottier, libéral, Shelburne—Yarmouth—Clare, Nouvelle-Écosse

## Pou - Pra
- Fabian Hugh Poulin, libéral, Ottawa-Centre, Ontario
- Raoul Poulin, indépendant, Beauce, Québec
- Barthélemy Pouliot, conservateur, L'Islet, Québec
- Charles Eugène Pouliot, libéral, Témiscouata, Québec
- Jean-Baptiste Pouliot, libéral, Témiscouata, Québec
- Jean-François Pouliot, libéral, Témiscouata, Québec
- John Poupore, conservateur, Pontiac, Québec
- William Joseph Poupore, conservateur, Pontiac, Québec
- Henry Absalom Powell, libéral-conservateur, Westmorland, Nouveau-Brunswick
- Charles Gavan Power, libéral, Québec-Sud, Québec
- Charlie Power, progressiste-conservateur, St. John's-Ouest, Terre-Neuve-et-Labrador
- Francis Gavan Power, libéral, Québec-Sud, Québec
- James Augustine Power, libéral, St. John's-Ouest, Terre-Neuve-et-Labrador
- Patrick Power, anti-confédéré, Halifax, Nouvelle-Écosse
- William Power, libéral, Québec-Ouest, Québec
- Russ Powers, libéral, Ancaster—Dundas—Flamborough—Westdale, Ontario
- Christian Henry Pozer, libéral, Beauce, Québec
- David Pratt, libéral, Nepean—Carleton, Ontario
- Robert John Pratt, progressiste-conservateur, Jacques-Cartier—Lasalle, Québec

## Pre - Pri
- Raymond Préfontaine, libéral, Chambly, Québec
- Jim Prentice, conservateur, Calgary-Centre-Nord, Alberta
- Joe Preston, conservateur, Elgin—Middlesex—London, Ontario
- Richard Franklin Preston, conservateur, Lanark, Ontario
- Jules-Édouard Prévost, libéral, Terrebonne, Québec
- Wilfrid Prévost, libéral, Deux-Montagnes, Québec
- David Price, progressiste-conservateur, Compton—Stanstead, Québec
- Joseph Price, progressiste-conservateur, Burin—St. George's, Terre-Neuve-et-Labrador
- Otto Baird Price, conservateur, Westmorland, Nouveau-Brunswick
- William Price, conservateur, Québec-Ouest, Québec
- William Evan Price, libéral, Chicoutimi—Saguenay, Québec
- Penny Priddy, Nouveau Parti démocratique, Surrey-Nord, Colombie-Britannique
- William Pridham, conservateur, Perth-Sud, Ontario
- M. Ervin Pringle, libéral, Fraser Valley East, Colombie-Britannique
- Robert Abercrombie Pringle, conservateur, Cornwall et Stormont, Ontario
- Edward Gawler Prior, conservateur, Victoria, Colombie-Britannique
- John Pritchard, progressiste, Wellington-Nord, Ontario
- Robert William Prittie, Nouveau Parti démocratique, Burnaby—Richmond, Colombie-Britannique

## Pro - Put
- John Oliver Probe, CCF, Regina City, Saskatchewan
- Dick Proctor, Nouveau Parti démocratique, Palliser, Saskatchewan
- Denis Pronovost, progressiste-conservateur, Saint-Maurice, Québec
- George Albert Proud, libéral, Hillsborough, Île-du-Prince-Édouard
- John Hugh Proudfoot, libéral, Pontiac—Témiscamingue, Québec
- Edmond Proulx, libéral, Prescott, Ontario
- Isidore Proulx, libéral, Prescott, Ontario
- Marcel Proulx, libéral, Hull—Aylmer, Québec
- Carmen Provenzano, libéral, Sault Ste. Marie, Ontario
- Lemuel Ezra Prowse, libéral, Queen's, Île-du-Prince-Édouard
- Marcel Prud'homme, libéral, Saint-Denis, Québec
- George Prudham, libéral, Edmonton-Ouest, Alberta
- Matthew William Pruyn, conservateur, Lennox, Ontario
- David Vaughan Pugh, progressiste-conservateur, Okanagan Boundary, Colombie-Britannique
- William Pugsley, libéral, Cité et Comté de Saint-Jean, Nouveau-Brunswick
- Patrick Purcell, libéral, Glengarry, Ontario
- Gordon Timlin Purdy, libéral, Colchester—Hants, Nouvelle-Écosse
- Alfred Putnam, conservateur, Hants, Nouvelle-Écosse
- Harold Putnam, libéral, Colchester, Nouvelle-Écosse
- Arthur W. Puttee, travailliste, Winnipeg, Manitoba